# Luca Mazzanti
Luca Mazzanti (Bologna, 4 februari 1974) is een Italiaans voormalig wielrenner.

## Carrière
Mazzanti kon goed uit de voeten in de heuvels en daarnaast kan hij behoorlijk sprinten, zeker als het parcours enigszins selectief is. Het best was hij vaak dan ook in een sprint van een uitgedunde groep. Hij werd prof in 1997 en behaalde een jaar later zijn eerste twee overwinningen: de GP Fourmies en de Ronde van het Lago Maggiore. In 2001 won hij een etappe in de Ster Elektrotoer en twee jaar later een etappe in de Internationale Wielerweek Coppi-Bartali. Vanaf dat jaar rijdt hij bij Ceramica Panaria - Navigare. 2005 was zijn beste jaar, toen hij na de Giro d'Oro en de GP Industria & Artigianato-Larciano een etappe in de Ronde van Italië won, weliswaar na diskwalificatie van Paolo Bettini, die onreglementair sprintte en daarbij Baden Cooke wist uit te schakelen. Mazzanti was daarmee de eerste renner uit een niet-ProTour team die een UCI ProTour-wedstrijd wist te winnen.

## Belangrijkste overwinningen
1998
- Giro del Lago Maggiore
- GP Fourmies

2001
- 3e etappe Ster Elektrotoer

2003
- 4e etappe Internationale wielerweek

2005
- Giro d'Oro
- GP Industria & Artigianato-Larciano
- 4e etappe Ronde van Italië
- GP Fred Mengoni

2006
- 1e etappe Ronde van Trentino

2007
- GP Lugano

2010
- 3e etappe Ronde van Burgos (ploegentijdrit)

## Resultaten in voornaamste wedstrijden
| Jaar | Ronde van Italië | Ronde van Frankrijk | Ronde van Spanje |
| ---- | ---------------- | ------------------- | ---------------- |
| 1997 | 41e              |                     |                  |
| 1998 | 73e              |                     |                  |
| 1999 |                  | 137e                |                  |
| 2000 |                  |                     |                  |
| 2001 |                  |                     |                  |
| 2002 | 67e              |                     |                  |
| 2003 | opgave           |                     |                  |
| 2004 | 46e              |                     |                  |
| 2005 | 39e (1)          |                     |                  |
| 2006 | 20e              |                     |                  |
| 2007 | 31e              |                     |                  |
| 2008 | 47e              |                     |                  |
| 2009 | 42e              |                     |                  |
| 2010 | 79e              |                     |                  |
| 2011 | 102e             |                     |                  |
| 2012 | 116e             |                     |                  |

| Jaar | Milaan-San Remo | Gent-Wevelgem | Amstel Gold Race | Luik-Bast.‑Luik | Ronde van Lombardije | Waalse Pijl | Parijs-Brussel |  | WK op de weg |
| ---- | --------------- | ------------- | ---------------- | --------------- | -------------------- | ----------- | -------------- |  | ------------ |
| 1997 | 132e            |               |                  |                 | 48e                  |             |                |  |              |
| 1998 | 43e             |               | 59e              |                 | 29e                  | 88e         |                |  |              |
| 1999 | 19e             | 114e          |                  |                 |                      |             | 54e            |  |              |
| 2000 | 115e            |               | 81e              |                 |                      | 50e         | 38e            |  |              |
| 2001 |                 |               |                  | 62e             |                      | 59e         |                |  |              |
| 2002 | 77e             |               |                  | 21e             | 24e                  | 82e         |                |  |              |
| 2003 | 124e            |               |                  |                 | 69e                  |             |                |  |              |
| 2004 | 84e             |               |                  |                 | 10e                  |             |                |  | 59e          |
| 2005 | 33e             |               |                  |                 | 14e                  |             |                |  |              |
| 2006 | 48e             |               |                  |                 | 46e                  |             |                |  |              |
| 2007 | 45e             |               |                  |                 | 7e                   |             |                |  |              |
| 2008 | 31e             |               |                  | 23e             | 19e                  | 17e         | 72e            |  |              |
| 2009 | 84e             |               | 36e              | 30e             | 33e                  | 52e         | 81e            |  |              |
| 2010 | 111e            |               | 58e              | 122e            | 18e                  | 100e        |                |  |              |
| 2011 |                 |               | 73e              |                 | 58e                  |             |                |  |              |
| 2012 | 144e            | 80e           |                  |                 |                      |             |                |  |              |